# الجوائز الأدبية الكومار الذهبي
الجوائز الأدبية الكومار الذهبي أو جائزة الكومار الذهبي (بالفرنسية: Prix Littéraires COMAR D’OR)‏ هي جائزة أدبية تونسية تأسست في 1997، بدعم من شركة تأمينات كومار، وتقع تحت إشراف وزارة الثقافة. 

ينظم حفل توزيع الجوائز كل سنة في شهر أبريل في المسرح البلدي بتونس أو في قصر المؤتمرات بتونس.

تكافئ هذه الجائزة الكتاب والروائيين التونسيين الذين يكتبون باللغتين العربية والفرنسية.

يتم منح عدة جوائز ثانوية إلى جانب جوائز الكومار الذهبي بالفرنسية والعربية.

## الجوائز

### الكومار الذهبي
| الدورة | التاريخ        | الكومار الذهبي (عربية)                                            | الكومار الذهبي (فرنسية)                                                                         | المكان                | مقدم الحفلة                      |
| ------ | -------------- | ----------------------------------------------------------------- | ----------------------------------------------------------------------------------------------- | --------------------- | -------------------------------- |
| 1      | 23 أبريل 1997  | لا يوجد                                                           | علي بشير (Jours d’adieu)                                                                        | المسرح البلدي بتونس   |                                  |
| 2      | 23 أبريل 1998  | محمد علي اليوسفي (شمس القراميد)                                   | سعاد قلوز (Myriam ou le rendez-vous de Beyrout)                                                 | المسرح البلدي بتونس   |                                  |
| 3      | 23 أبريل 1999  | حسن بن عثمان (بروموسبور) حافظ محفوظ (حارس الملائكة)               | هادي بوراوي (La Pharaone)                                                                       | المسرح البلدي بتونس   |                                  |
| 4      | 24 مايو 2000   | عبد القادر بن الحاج نصر (قنديل باب المدينة)                       | مجيد الحوسي (Des voix dans la traversée)                                                        | المسرح البلدي بتونس   |                                  |
| 5      | 23 أبريل 2001  | عبد الجبار العش (وقائع المدينة الغريبة)                           | آمنة بالحاج يحيى (Tasharej)                                                                     | المسرح البلدي بتونس   |                                  |
| 6      | 23 أبريل 2002  | كمال الزغباني (فانتظار الحياة)                                    | أنور عطية (HAYET أو La passion d’Elles)                                                         | المسرح البلدي بتونس   |                                  |
| 7      | 22 أبريل 2003  | مسعودة بوبكر (وداع حمورابي) إبراهيم درغوثي (وراء السراب ...قليلا) | المنصف بن مراد (Les lumières de Nejma)                                                          | المسرح البلدي بتونس   |                                  |
| 8      | 23 أبريل 2004  | الهادي ثابت (القرنفل لا يعيش في الصحراء)                          | علية مبروك (L’Emir et les croisés)                                                              | المسرح البلدي بتونس   |                                  |
| 9      | 23 أبريل 2005  | محمد الباردي (الكرنفال)                                           | الهادي زروق (La maison sur la colline)                                                          | المسرح البلدي بتونس   |                                  |
| 10     | 22 أبريل 2006  | حافظ محفوظ (حورية)                                                | علي بشير (Le paradis des femmes)                                                                | المسرح البلدي بتونس   |                                  |
| 11     | 20 أبريل 2007  | كمال الرياحي (المشرط)                                             | فوزية الزواري (La Deuxième épouse)                                                              | المسرح البلدي بتونس   | نور الدين بن عائشة ليلى حجيج     |
| 12     | 26 أبريل 2008  | صلاح الدين بوجاه (لون الروح)                                      | مصطفى التليلي (Un après midi dans le désert)                                                    | المسرح البلدي بتونس   | زياد غرسة سارة النويوي           |
| 13     | 25 أبريل 2009  | عبد القادر بن الحاج نصر (حي باب سويقة)                            | يامن المناعي (La marche de l'incertitude)                                                       | المسرح البلدي بتونس   | سفيان الزايدي ليلى حجيج          |
| 14     | 24 أبريل 2010  | نور الدين العلوي (تفاصيل صغيرة)                                   | فوزي ملاح (Le transfert des cendres)                                                            | المسرح البلدي بتونس   | لمياء العنابي نور الدين بن عائشة |
| 15     | 23 أبريل 2011  | حسين الواد (روائح المدينة)                                        | محجوبة                                                                                          | المسرح البلدي بتونس   |                                  |
| 16     | 21 أبريل 2012  | منصف الوهايبي (عشيقة آدم)                                         | آمنة بالحاج يحيى (Jeux de rubans) عزة الفيلالي (Ouatann)                                        | المسرح البلدي بتونس   |                                  |
| 17     | 20 أبريل 2013  | محجوبة                                                            | مختار سحنون (Le Panache des brisants)                                                           | المسرح البلدي بتونس   |                                  |
| 18     | 20 أبريل 2014  | محمد الباردي (ديوان المواجع)                                      | صابر المنصوري (Je suis né huit fois)                                                            | المسرح البلدي بتونس   |                                  |
| 19     | 25 أبريل 2015  | شكري المبخوت (الطلياني)                                           | أنور عطية (Les trois grâces)                                                                    | المسرح البلدي بتونس   |                                  |
| 20     | 30 أبريل 2016  | نبيهة العيسي (مرايا الغياب) آمنة الرميلي الوسلاتي (توجان)         | فوزية الزواري (Le corps de ma mère) فوزي ملاح (YA KHIL SALEM)                                   | قصر المؤتمرات بتونس   |                                  |
| 21     | 22 أبريل 2017  | محمد عيسى المؤدب (جهاد ناعم)                                      | بشير قربوج (Passe l’intrus) يامن المناعي (L’Amas Ardent)                                        | قصر المؤتمرات بتونس   |                                  |
| 22     | 28 أبريل 2018  | خيرية بوبطان (ابنة الجحيم)                                        | علي بشر (Les lendemains d’hier)                                                                 | المسرح البلدي بتونس   |                                  |
| 23     | 27 أبريل 2019  | طارق الشيباني (للا السيدة)                                        | رفيق الدراجي (Jugurtha: un contre-portrait) محمد بوعود (La princesse de Bizerte" (أميرة بنزرت)) | المسرح البلدي بتونس   |                                  |
| 24     | 22 سبتمبر 2020 | حسونة المصباحي (لا نسبح في النهر مرتين)                           | سمير مخلوف (Merminus Infinitif )                                                                | وزارة الشؤون الثقافية |                                  |
| 25     | 4 سبتمبر 2021  | الهادي التيمومي (قيامة الحشاشين)                                  | سفيان بن فرحات (Le Chat et le scalpel)                                                          | المسرح البلدي بتونس   |                                  |
| 26     | 21 مايو 2022   | محمد الفطومي (الأسوياء) عبد الجليل الدايخي (الكونبطا)             | آمنة بلحاج يحيى (En Pays assoiffé)                                                              | المسرح البلدي بتونس   |                                  |
| 27     | 6 مايو 2023    | توفيق العلوي (جبل الجلود)                                         | محمد حرمل (Siqal, l'antre de l'ogresse)                                                         | المسرح البلدي بتونس   |                                  |
| 28     | 4 مايو 2024    | صحبي كرعاني (دفاتر الجيلاني ولد حمد)                              | عزة الفيلالي (Malentendues)                                                                     | المسرح البلدي بتونس   |                                  |

### بقية الجوائز

#### العربية
الجائزة الخاصة بلجنة التحكيم
- 2006: آمال مختار (مايسترو)[7]
- 2010: حسونة المصباحي (رماد الحياة)
- 2011: عفيفة السعودي السميطي (صدأ التيجان)
- 2012: نصر بالحاج بالطيب (انكسار الظل)
- 2013: حفيظة قارة بيبان (العراء) وعبد القادر اللطيفي (الرحلة الهنتاتية)
- 2014: آمنة الرميلي الوسلاتي (عيون المعاصرة)
- 2015: جمال الجلاصي (باي العربان)
- 2016: شادية القاسمي (المصب) ومولدي ضو (سيرة المعتوه)
- 2017: أمينة زريق (سفر القلب)
- 2018: إيناس العباسي (منزل بورقيبة)
- 2019: عبد القادر عليمي (سكاكين عمياء)
- 2020: أميرة غنيم (نازلة دار الأكابر)
- 2021: تانيتا (عبد القادر اللطيفي)
- 2022: سلمى اليانقي (مكعب روبيك)
- 2023: سفيان رجب (اليوم جمعة و غداً خميس)
- 2024: كلثوم عياشية (هدرة ظلالي التي تعرج)

جائزة الاكتشاف
- 2010: أحمد السالمي (الرحيل شرقا)
- 2011: الأزهر الصحراوي (أراجيف)
- 2012: مهذب السبوعي (المارستان)
- 2013: عبد الحميد الراعي (في انتظار الساعة الصفر)
- 2014: فتحي الجميل (باب البحر)
- 2015: نبيل قديش (زهرة عباد الشمس)
- 2016: حنان جنان (كتارسيس)
- 2017: حبيب بن محرز (حمدان والزمان)
- 2018: صفية قم بن عبد الجليل (ليت شهدا...!)
- 2019: شوقي برنوصي (مأزق تشايكوفسكي)
- 2020: الأزهر الزناد (الإسفنجة)
- 2021: فؤاد خليفة شابير (كوابيس الجّنة)
- 2022: وليد الفرشيشي (كرنفال القرود الثلاثة)
- 2023: رفيقة البحوري (زمن الهذيان)
- 2024: شاكر ناصف (عرش المجانين)

جائزة الإبداع للرواية التونسية
- 2016: عز الدين المدني.

جائزة العمل الروائي البكر
- 2012: سالم اللبان (بوصلة سيدي النا).

الجائزة التقديرية
- 2010: حسن نصر (كائنات مجنحة) وعمر بن سالم (مروان في بلاد الجان).

#### الفرنسية
الجائزة الخاصة بلجنة التحكيم
- 2010: عزة الفيلالي (L'heure du cru)
- 2011: رابع عبد الكافي (Borj Louzir) ومحمد بوعمود (Ce qu'Allah n'a pas dit)
- 2012: رفيق بن صالح (Les Caves du Minustère)
- 2013: سامي كردة (Le Souffle de La bête immonde)
- 2014: خولة حسني (D.A.B.D.A)
- 2015: محجوبة
- 2016: محمد حرمل (Les rêves perdus de Leyla)
- 2017: أحمد محفوظ (Le chant des ruelles obscures) وجيلبار النقاش (Il pleut des avions)
- 2018: محمد رضا بن حمودة (La marmite d'Ayoub)
- 2019: محجوبة
- 2020: سامي المقدم (Le Secret des Barcides)
- 2021: الطاهر بن مفتاح (Adieu maman ! Redites-moi la vie)
- 2022: مليكة غلسم بن رجب (Nasrimé, d'Istanbul à Tunis)
- 2023: فضيلة العواني (Le Sacre des imbéciles)
- 2024: وفاء غربال (Fleurir)

جائزة الاكتشاف
- 2011: عائدة حمزة (Une heure de la vie d'une femme).
- 2012: محمد الدلاقي (La prostituée de Babylone).
- 2013: محمد حرمل (Sculpteur de Masques).
- 2014: نجيب التركي (Le destin apprivoisé).
- 2015: سامي المقدم (Dix-Neuf).
- 2016: وفاء غربال (Le jasmin noir).
- 2017: جميلة بن مصطفى ((Rupture(s).
- 2018: محجوبة
- 2019: عليسة بلغيث (L'Amant de la mer). (عاشق البحار)
- 2020: حكيم باشير (L'avant-centre de l'Étoile )
- 2021: وليد حمدي (Cassure obligée)
- 2022: أمين قلال (La Battante)
- 2023: مريم سلامي (Je jalouse la brise du sud sur ton visage)
- 2024: عاطف قضومي (Pour qu'il fasse plus beau)

الجائزة الخاصة بالمعهد الفرنسي بتونس
- 2017: بول زيتون (C’était hier à Tunis: Mardochée se souvient، دار نشر Anfortas).

جائزة الرواية الأولى
- 2012: محمد رضا بن حمودة (Zitoyen).

الجائزة الفخرية
- 2011: شادي بن حميدة (La Cabane du père OMAR).

الجائزة الخاصة
- 2010: محمد بوعمود (Les années de la honte).

## مقالات ذات صلة
- أدب تونسي

## روابط خارجية
- الموقع الرسمي.
- تاريخ الفائزين والجوائز بين 1997 و2012.
- تاريخ الروايات المشاركة بين 1997 و2012.
- تاريخ أعضاء لجنة التحكيم بين 1997 و2012.